# Подольховец
Подольховец — деревня в Вышневолоцком городском округе Тверской области. 

## География
На автомобиле до центра Вышнего Волочка 22 километра, до Зеленогорского 13 километров.

## История
В 1684 году построена деревянная Никольская Церковь. Самой древней вещью в ризнице храма было Евангелие 1551 года. Церковный приход в Подольховцах являлся одним из беднейших в уезде. В него входили само село Подольховец и деревни Войбутская Гора, Щеглетня, Семкино и Шунково. В Войбутской Горе была построена часовня, и туда вела дорога, ныне полностью заросшая.
По описанию 1859 года — село казённое при колодцах, насчитывало 33 двора, в которых проживало 142 жителя (65 мужского пола и 77 женского). В 1901 году — 34 двора, 171 житель (84 мужского пола и 87 женского).
В 1896 году основана Церковно-приходская школа, учащихся 29 человек, в 1915 году — 21 ученик. Всего приходских дворов на 1901 год насчитывалось 91, а прихожан — 244 мужчины и 249 женщин.
В советское время в церкви было устроено колхозное картофелехранилище. Во время войны церковь сгорела от несчастного случая.
На данный момент в деревне сохранилось всего несколько домов, постоянных жителей нет. На месте церкви сохранился фундамент и руины старого кладбища.
До 2019 года деревня относилась к Зеленогорскому сельскому поселению.

## Население
| 1859 | 2002 | 2010 |
| ---- | ---- | ---- |
| 142  | ↘1   | ↘0   |